# Sinonucula cyrenoides
Sinonucula cyrenoides is een tweekleppigensoort uit de familie van de Nuculidae. De wetenschappelijke naam van de soort is voor het eerst geldig gepubliceerd in 1929 door Kuroda.